# NGC 2381
NGC 2381 è una galassia a spirale barrata situata nella costellazione della Carena, a una distanza di circa 157 milioni di anni luce dalla nostra Via Lattea.

## Scoperta
La galassia è stata scoperta il 26 dicembre 1834 dall'astronomo britannico John Herschel.

## Descrizione
NGC 2381 ha una classe di luminosità I e presenta una larga riga a 21 cm dell'idrogeno neutro.
Nelle immagini la galassia appare contornata da un anello esterno, indicato con (R') nella classificazione morfologica; la sigla (rs) indica invece un più piccolo anello interno disposto attorno al nucleo.

## Gruppo di NGC 2369
NGC 2381 fa parte di un gruppo di galassie che comprende almeno 6 membri, il Gruppo di NGC 2369. Oltre a NGC 2381 e NGC 2369, le altre galassie del gruppo sono NGC 2369A (PGC 20640), IC 2200, NGC 2417 e IC 2200A (PGC 21062).